# Матей Караман
Матей Караман (на хърватски: Matej Karaman) е далматински духовник и писател.
Роден е на 6 юни 1700 година в Сплит. Завършва философия и богословие в Сплитската семинария и от 1724 година е на служба при архиепископа на Задар Вецко Змайевич и преподава в местната семинария, а през 1732 година заминава за Русия като капелан на брата на архиепископа и адмирал на руска служба Матей Змайевич. От 1738 година е в Рим, където преподава църковнославянски език и редактира книги на глаголица. От 1742 година е епископ на Осор, а през 1745 година наследява Змайевич като задарски архиепископ.
Матей Караман умира на 7 май 1771 година в Задар.